# Спеццано-делла-Сіла
Спеццано-делла-Сіла (італ. Spezzano della Sila, сиц. Spezzano della Sila) — муніципалітет в Італії, у регіоні Калабрія, провінція Козенца.
Спеццано-делла-Сіла розташоване на відстані близько 440 км на південний схід від Риму, 50 км на північний захід від Катандзаро, 9 км на схід від Козенци.
Населення — 4540 осіб (2014).
Щорічний фестиваль відбувається 3 лютого. Покровитель — Святий Власій (San Biagio).

## Демографія
Населення за роками:

Станом на 1 січня 2023 року в муніципалітеті офіційно проживали 232 іноземці з 33 країн, серед них 110 громадян країн Євросоюзу та 9 громадян України.

## Сусідні муніципалітети
- Казоле-Бруціо
- Челіко
- Лонгобукко
- Спеццано-Пікколо